# Lista de pinturas de Charles Landseer
Está é uma lista de pinturas de Charles Landseer, nascido em Londres, em agosto de 1799, e falecido na mesma cidade, em julho de 1879. Foi um pintor, desenhista e aquarelista inglês.
Em 1816, Landseer ingressa na Royal Academy of Arts, situada em Londres, e entre 1851 e 1873 torna-se o principal instrutor da mesma. O artista realizou cerca de 300 desenhos e aquarelas, nos quais registrou cenas do cotidiano observadas em suas viagens ao Rio de Janeiro, São Paulo, Bahia e Pernambuco.
Suas obras realizadas no Brasil, que ficaram em posse de Charles Stuart, compõe o Álbum de Highcliffe, que possui também, desenhos do pintor francês Jean-Baptiste Debret (1768 - 1848) e dos ingleses Willian John Burchell (1781 - 1863) e Henry Chamberlain (1796 - 1844). Em 1999, esse álbum passa a ser parte do acervo do Instituto Moreira Salles - IMS.

## Lista de pinturas
| Imagem | Título                                                | Ano de criação | Material utilizado | Coleção                           | Versão audivel |
| ------ | ----------------------------------------------------- | -------------- | ------------------ | --------------------------------- | -------------- |
|        | Vista do Pão de Açúcar Tomada da Estrada do Silvestre | 1827           | pintura a óleo     | Pinacoteca do Estado de São Paulo |                |
|        | Vésperas da Batalha de Edge hill, 1642                | 1845           | pintura a óleo     | Walker Art Gallery                |                |
|        | Cromwell na Batalha de Naseby em 1645                 | 1851           |                    |                                   |                |
|        | O assassinato                                         |                |                    |                                   |                |